# Schallenkam

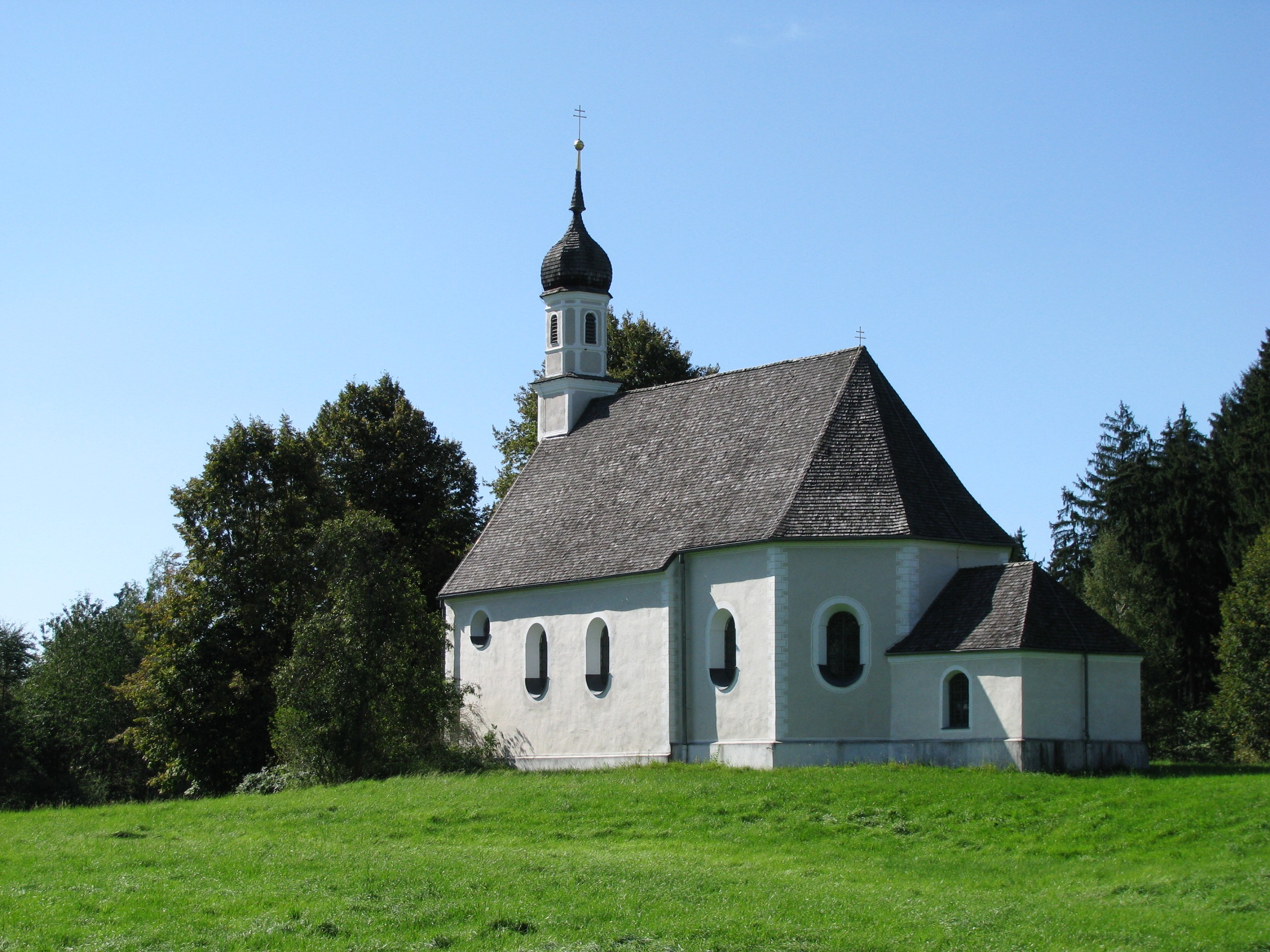
Kapelle St. Kastulus in Schallenkam

Schallenkam ist ein Gemeindeteil von Münsing im oberbayerischen Landkreis Bad Tölz-Wolfratshausen. Die Einöde liegt südöstlich von Ambach.

## Geschichte
Am 1. Mai 1978 wurde Schallenkam aus der Gemeinde Eurasburg nach Münsing umgegliedert.

## Baudenkmäler
Siehe auch: Liste der Baudenkmäler in Münsing#Andere Ortsteile
- Kapelle St. Kastulus

## Bodendenkmäler
Siehe auch: Liste der Bodendenkmäler in Münsing
- Burgstall Schallenkam